# رئيس الجمهورية العربية الصحراوية الديمقراطية
رئيس الجمهورية العربية الصحراوية الديمقراطية هو أعلى منصب في داخل الهيئة التنفيذية والقائد الأعلى للقوات المسلحة الصحراوية، التي تتخذ من ملجأ تندوف بالجزائر مقرا. يُنتخب رئيس الجمهورية عن طريق الاقتراع الحر المباشر من طرف الشعب ولمدة خمس سنوات، عرفت البوليساريو أول رئيس لها سنة 1963 منذ ذلك التاريخ، رئيس الجمهورية العربية الصحراوية الديموقراطية حاليًا
إبراهيم غالي رئيس منذ (12/07/2016)، استحدث منصب الرئيس في أغسطس 1982م بعد تعديل للدستور أجراه المؤتمر الخامس لجبهة البوليساريو، حيث تقرر بأن بالمنصب يشغله الأمين العام للجبهة.، أول من شغل هذا المنصب كان محمد عبد العزيز منذ أغسطس 1982 إلى وفاته سنة 2016.
سلطات الرئاسة قابلة للتوسع، وقد شهدت عدة تعديلات كان آخرها سنة 1995م.

## إختصاصات ووظائف رئيس الجمهورية
- الفصل الأول : السلطة التنفيذية
- القسم الأول: رئيس الدولة :

المادة (52): الأمين العام للجبهة الشعبية لتحرير الساقية الحمراء ووادي الذهب، هو رئيس الدولة، يتم انتخابه عن طريق المؤتمر العام للجبهة بواسطة الاقتراع السري والمباشر
المادة (53): رئيس الدولة ينسق السياسة العامة ويدافع عن احترام الدستور ويسهر على تطبيق القانون وإرساء وتطوير مؤسسات الدولة
المادة (54): رئيس الدولة يعين الوزير الأول وينهي مهامه
المادة (55): رئيس الدولة يرأس مجلس الوزراء
المادة (56): رئيس الدولة يوقع القوانين التي تنشر باسمه فور مصا دقة المجلس الوطني عليها
المادة (57): يضطلع رئيس الدولة بالمهام والصلاحيات الآتية
- هو القائد الأعلى للقوات المسلحة

يوجه السياسة الخارجية ويقر خططها
- يمنح العفو ويخفض العقوبات

يتلقى أوراق اعتماد السفراء الأجانب
- يقلد الأوسمة ويمنح الألقاب الشرفية

المادة (58): يعين رئيس الدولة في المهام والوظائف التالية
- الوظائف المدنية والعسكرية في الدولة
- يعين السفراء ورؤساء البعثات بالخارج
- التعيينات التي تتم في مجلس الوزراء
- التعيينات في المؤسسة العسكرية

الولاة
- الموظفون السامون في القضاء

مسؤولي أجهزة الأمن
المادة (59): بعد انتخاب رئيس الدولة يؤدي اليمين الدستورية التالية :
"أقسم بالله العلي العظيم أن أحترم دستور الجمهورية وأتقيد به وأن أكون حارسه الأمين، وأن أوظف كل طاقتي من أجل تجسيد إرادة وتطلعات شعبنا في الحرية والعدالة، وأن أحمي حقوق وحريات كل مواطن، وأن أسهر على تحقيق استقلال الوطن وسلامة وحدته الترابية وأن أعمل على تحقيق تطور ورقي المجتمع، وأن أكون المجسد لقيمه وتقاليده النبيلة، والله على ما أقول شهيد"
المادة (60): لا يجوز بأي حال من الأحوال أن يفوض رئيس الدولة سلطته في تعيين الوزير الأول وباقي المهام المنصوص عليه دستوريا
المادة(61): في حالة شغور منصب رئيس الدولة يتولى رئيس المجلس الوطني مهام رئيس الدولة لمدة أقصاها أربعون يوما. - تدعو الأمانة الوطنية إلى عقد مؤتمر استثنائي للجبهة الشعبية لتحرير الساقية الحمراء ووادي الذهب في غضون المدة المذكورة في الفقرة السابقة
في حالة شغور منصب رئيس الدولة ومنصب رئيس المجلس الوطني، يـُعمل بالمادة (86) من الدستور.
المادة (62): لا يحق لرئيس الدولة المعين بهذه الطريقة ان يترشح لمنصب رئيس الدولة. المادة(63) : لا يمكن أن تقال أو تعدل الحكومة القائمة في حالة حصول المانع لرئيس الدولة أو وفاته إلى غاية شروع رئيس الدولة المنتخب في المؤتمر في ممارسة مهامه. ـ لا يمكن في الفترة المنصوص عليها في المادة (61) تطبيق الأحكام المنصوص عليها في المواد (57) و58).

## قائمة الرؤساء (1976-الآن)
| #  | الاسم                               | الصورة | بداية الفترة   | نهاية الفترة  | المدة              | الحزب السياسي    |
| -- | ----------------------------------- | ------ | -------------- | ------------- | ------------------ | ---------------- |
| 1  | مصطفى السيد (1949-1976)             |        | 29 فبراير 1976 | 9 يونيو 1976  | 101 أيام           | جبهة البوليساريو |
| ــ | محفوظ علي بيبا (1952-2010) بالوكالة |        | 10 يونيو 1976  | 30 أغسطس 1976 | 82 أيام            | جبهة البوليساريو |
| 2  | محمد عبد العزيز (1947–2016)         |        | 30 أغسطس 1976  | 31 مايو 2016  | 39 سنوات و275 أيام | جبهة البوليساريو |
| ــ | خطري أدوه (مواليد 1954) بالوكالة    |        | 31 مايو 2016   | 8 يوليو 2016  | 42 أيام            | جبهة البوليساريو |
| 3  | إبراهيم غالي (مواليد 1949)          |        | 12 يوليو 2016  | في المنصب     | 9 سنوات و20 أيام   | جبهة البوليساريو |

## وصلات خارجية
- معرض صور لرئيس الجمهورية الصحراوية
- World Statesmen - Western Sahara